# Wappen der Gemeinde Gammelin
Das Wappen der Gemeinde Gammelin ist seit 1997 das offizielle Hoheitszeichen der Gemeinde Gammelin.

## Blasonierung
„Gespalten von Gold und Rot; vorn zwei grüne Hopfendolden übereinander; hinten ein silbernes Kleeblatthochkreuz.“

## Geschichte
Der Glaisiner Heraldiker Manfred Sturzenbecher entwarf das Wappen im Jahr 1997.
Die Gemeindevertretung fasste am 3. Dezember 1996 einen Grundsatzbeschluss zur Führung eines Wappens. Am 30. Januar 1997 beschloss die Gemeinde einen ersten Wappenentwurf, der jedoch mit Beschlüssen vom 10. März 1997 und 3. Juli 1997 nochmals geringfügig abgeändert wurde.
Das Innenministerium des Landes Mecklenburg-Vorpommern genehmigte die Führung des Wappens mit Beschluss vom 21. August 1997. Das Wappen wurde unter der Nummer 135 in der Wappenrolle von Mecklenburg-Vorpommern registriert.
Am 6. November 1997 übergab Amtsvorsteher Bernhard Ritzmann das Wappen im Rahmen einer öffentlichen Feierstunde an die Bürgermeisterin von Gammelin, Gundula Spaete.

## Wappenbegründung
Das Wappen zeigt den Hopfen als redendes Symbol für den Ortsnamen. Die Darstellung von 2 Hopfendolden beruht auf den beiden ehemaligen Ortsteilen Gammelin und Bakendorf.
Das silberne Kreuz auf rotem Grund symbolisiert die ehemalige Zugehörigkeit zum Bistum und der Grafschaft Ratzeburg. Die Form des Kreuzes ist der gemauerten Kreuznische im Westgiebel der auf einer Anhöhe gelegenen gotischen Dorfkirche nachempfunden.
Die Schildfarben Rot und Gold weisen auf die spätere Zugehörigkeit Gammelins zur Grafschaft Schwerin hin.